# Légiszövetség

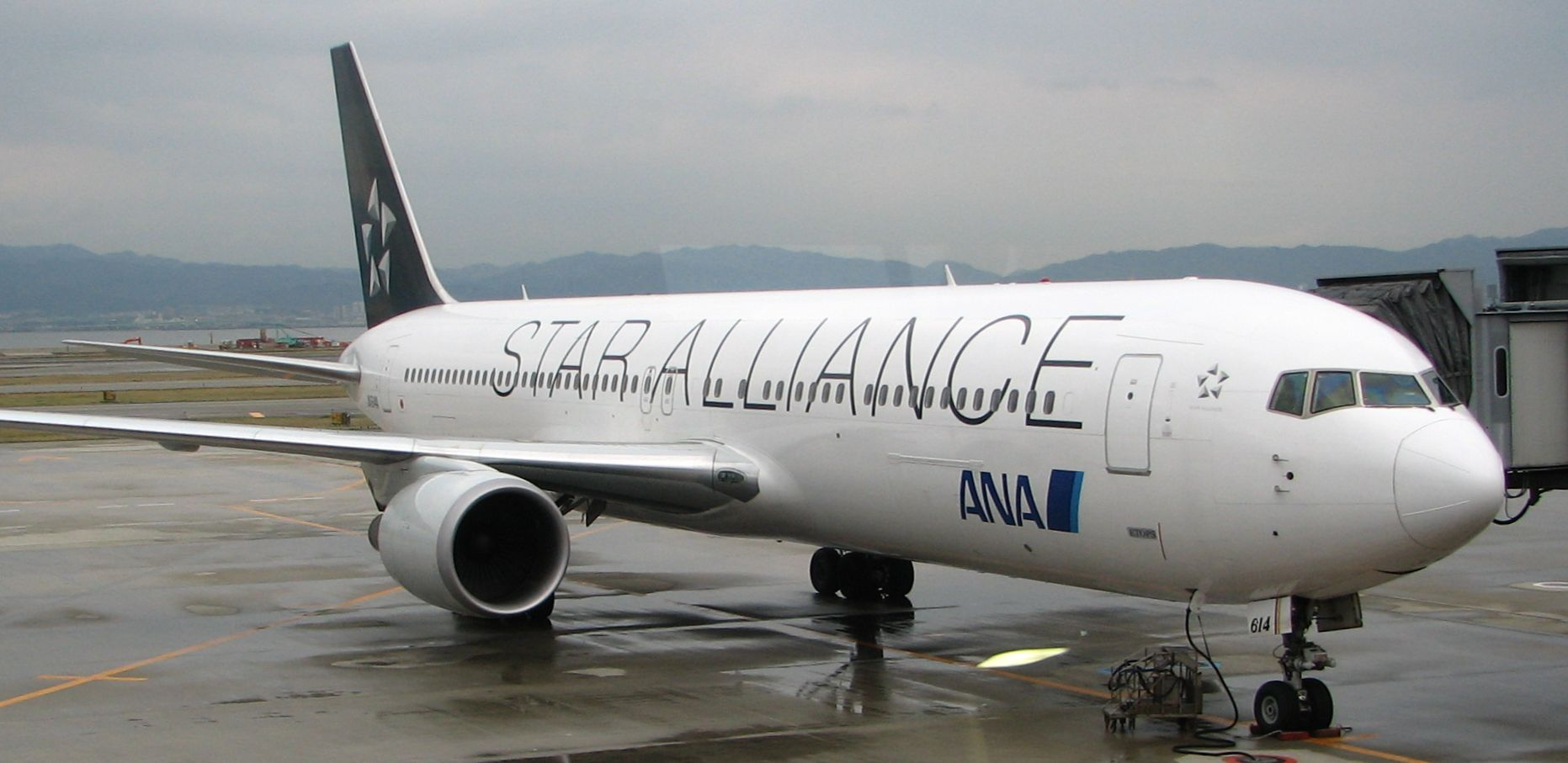
A Star Alliance egyik repülőgépe

A légiszövetség (angolul airline alliance) egy megegyezés egy vagy több légitársaság között, jelentős együttműködés a jövőre vonatkozóan. Az együttműködés mértéke szövetségenként eltérő. A három legnagyobb légiszövetség a Star Alliance, a SkyTeam és a Oneworld. Napjainkban a teherszállító légitársaságok is kötnek légiszövetségeket. Ilyen szövetség például a WOW Alliance. A légiszövetségek különböző kényelmi és kapcsolattartási előnyöket nyújtanak a nemzetközi utasok számára.

## Előnyei, hátrányai, árai

### Előnyei
- Célterületek számának növelése
- Menetrendek összehangolása
- Közös szolgáltatások létrehozása (lounge, törzsutas program)
- Magasabb kihasználtság
- Költségcsökkentés (közös karbantartó hálózat, reptéri kiszolgáló személyzet, közös értékesítési csatornák)

## A három legnagyobb légiszövetség
A három legnagyobb légiszövetség:
|                       | Star Alliance | SkyTeam | Oneworld |
| --------------------- | --- | --- | --- |
| Utasok száma évente   | 762 millió | 676 millió | 490 millió |
| Úticélok              | 1294 | 1150+ | 1012 |
| Piaci részesedés      | 28% | 20,8% | 14,9% |
| Tagok                 | Aegean Airlines (A3) Air Canada (AC) Air China (CA) Air India (AI) Air New Zealand (NZ) All Nippon Airways (NH) Asiana Airlines (OZ) Austrian Airlines (OS) Avianca (AV) Brussels Airlines (SN) Copa Airlines (CM) Croatia Airlines (OU) EgyptAir (MS) Ethiopian Airlines (ET) EVA Air (BR) LOT (LO Lufthansa (LH) Shenzhen Airlines (ZH) Singapore Airlines (SQ) South African Airways (SA) Swiss International Air Lines (LX) TAP Portugal (TP) Thai Airways International (TG) Turkish Airlines (TR) United Airlines (UA) | Aeroflot (SU) Aerolíneas Argentinas (AR) Aeroméxico (AM) Air Europa (UX) Air France (AF) China Airlines (CI) China Eastern Airlines (MU) České aerolinie (OK) Delta Air Lines (DL) Garuda Indonesia (GA) ITA Airways (AZ) Kenya Airways (KQ) KLM (KL) Korean Air (KE) Middle East Airlines (ME) Saudia (SV) TAROM (RO) Vietnam Airlines (VN) XiamenAir (MF) | American Airlines (AA) British Airways (BA) Cathay Pacific (CX) Finnair (AY) Iberia (IB) Japan Airlines (JAL) LAN Airlines (LA) LATAM Malaysia Airlines (MH) Qantas (QF) Qatar Airways (QR) Royal Jordanian (RJ) S7 Airlines (S7) SriLankan Airlines (UL)                     |
| A hálózat erősségei   | USA és Kanada (AC, UA, US) Mexikó és Közép-Amerika (AC, UA, US) Karib-térségi (AC, US, UA) Dél-Amerika (AC, LH, LX, TP, UA, TR) Kontinentális-Európa (BD, LH, TP, JK, LX, OS, SK, KF, TR) Kelet-Európa (LO, JP, OU, TK, OS, TR) - Közép-Kelet (BD, LH, LX, OS, AI, IC, TR) Afrika (BD, LH, SA, TP, TR) Ázsia (BD, AI, IC, CA, FM, SQ, TG, NH, OZ, UA, TR) India (AI, IC, TR) Ausztrália és Új-Zéland (NZ) Csendes-óceáni szigetek (NZ)                                                                                       | USA és Kanada (DL, CO, NW) Mexikó és Közép-Amerika (AM, CO, DL) Karib-térségi (DL, CO) Dél-Amerika (CM, CO, DL) Kontinentális-Európa (AF, KL, AZ, OK, SU, UX) Kelet-Európa (OK, AZ, SU) Oroszország/FÁK (SU) Közép-Kelet (AF, AZ) Afrika (AF, DL, KQ) Ázsia (CZ, KE, NW, CO) India (CO, KL) - Csendes-óceáni szigetek (CO)                                  | USA és Kanada (AA) Mexikó és Közép-Amerika (AA, IB) Karib-térségi (AA, LA) Dél-Amerika (LA, IB, AA) Kontinentális-Európa (BA, AY, IB, MA) Kelet-Európa (MA) - Közép-Kelet (RJ) Afrika (BA, RJ) Ázsia (CX, JL) - Ausztrália és Új-Zéland (QF) Csendes-óceáni szigetek (QF, LA) |
| A hálózat gyengeségei | Oroszország-FÁK, Ausztrália | Ausztrália és Új-Zéland | Oroszország-FÁK, India |
| Weboldal              | staralliance.com | skyteam.com | oneworld.com |

## Lásd még
- Star Alliance
- SkyTeam
- Oneworld
- Légitársaság

## Külső hivatkozások
- A Star Alliance oldala
- A SkyTeam oldala
- A Oneworld oldala

## Fordítás
- Ez a szócikk részben vagy egészben  az   Airline alliance című angol Wikipédia-szócikk ezen változatának fordításán alapul.  Az eredeti cikk szerkesztőit annak laptörténete sorolja fel. Ez a jelzés csupán a megfogalmazás eredetét és a szerzői jogokat jelzi, nem szolgál a cikkben szereplő információk forrásmegjelöléseként.